# Spoutnik Light
Spoutnik Light (russe : Спутник Лайт) est un vaccin contre la COVID-19 développé par l'Institut de recherche Gamaleya en épidémiologie et microbiologie. Il consiste en la première dose du vaccin Spoutnik V, basé sur le vecteur adénovirus Ad26  et il peut être conservé à une température normale d'un réfrigérateur soit 2 à 8°C. Selon l'institut, cette version, avec une efficacité d'environ 80%, serait parfaitement adaptée aux zones avec des flambées aiguës, permettant au plus de personnes d'être vaccinées rapidement.

## Autorisation
Depuis le 6 mai 2021, la Russie a accordé une autorisation d'urgence au vaccin.